# Canegrate
Canegrate là một đô thị ở tỉnh Milano thuộc vùng Lombardia của Italia, khoảng 20 km về phía tây bắc củaMilano. Đến thời điểm 31 tháng 12 năm 2004, dân số đô thị này là 12.059 người, diện tích là 5,3 km².
Canegrate giáp các đô thị: Legnano, San Vittore Olona, San Giorgio su Legnano, Parabiago, Busto Garolfo.